# 강남스타일
〈강남스타일〉(영어: Gangnam Style)은 대한민국의 가수인 싸이의 노래로, 그의 여섯 번째 정규 EP앨범 《싸이6甲 Part 1》의 세 번째 트랙이자 타이틀 곡이다. 2012년 7월 15일(11주년)음반으로 발매되었으며, 선풍적인 인기를 끌었다. 싸이와 유건형이 공동 작곡하였다.
〈강남스타일〉은 한국 가온 디지털 종합 차트와 코리아 K-Pop 핫 100에서 1위를 했으며, 해외에서는 영국, 독일, 프랑스, 오스트레일리아, 캐나다, 이탈리아, 스페인, 네덜란드 등 30개국 이상의 공식차트에서 1위를 했다. 미국 빌보드 핫 100에서는 한국인으로는 원더걸스의 〈Nobody〉에 이어 역사상 두 번째로 차트에 진입했으며, 또한 순위가 2위까지 올라간 뒤 7주 동안 이를 유지하며 아시아인으로 역사상 일곱 번째로 높은 순위를 기록했다.
이러한 성공에는 뮤직비디오가 주된 요인으로 꼽히고 있는데, 대한민국 기준 시각으로 2018년 8월 기준으로 〈강남스타일〉 뮤직비디오는 유튜브에서 43억 건의 조회수를 넘겼으며 이 기록은 아시아 가수로는 최초이자 역대 유튜브 조회수 8위이고, 약 845만건의 좋아요 추천을 받아 최다 "좋아요 추천" 분야에서 기네스 세계 기록에 올라 있다. 이 노래는 MTV 유럽 뮤직 어워드 최우수 비디오상을 수상하기도 했다. 2013년 1월까지 전 세계적으로 1,200만건 이상의 싱글을 판매해 세계 디지털 음악 역사상 가장 많이 팔린 싱글 중 하나가 되었다. 뮤직비디오 대부분은 인천광역시 송도에서 촬영하였다.

## 유행

### 뮤직비디오
2012년 7월 12일 싸이는 YG 엔터테인먼트 공식 블로그를 통해 현아, 유재석, 노홍철이 등장하는 첫 번째 티저 영상을 공개했고, 13일에는 싸이와 유재석이 댄스 배틀을 벌이는 두 번째 티저 영상을 공개했다. 정식 뮤직비디오는 이후 15일 공개되었다. 〈강남스타일〉 뮤직비디오는 많은 관심과 좋은 평가를 받았는데, 이 비디오는 8월 22일 유튜브에서 공개 40일이 되는 날 대한민국 가수로는 최단 기간에 조회수 5,000만 건을 넘겼다. 한편 8월 21일 미국 아이튠즈 뮤비 차트에서도 1위를 차지했다. 대한민국 가수의 뮤직비디오가 이 차트에서 1위를 한 것은 이번이 처음이다. 2014년 6월 2일 유튜브 사상 최초로 20억 조회수를 넘어섰으며, 2014년 12월 2일에는 유튜브 조회수 한계치인 2,147,483,647(21억 4748만 3647건)을 최초로 돌파하여 유튜브에서 프로그램 업그레이드를 진행하는 등, 유튜브 최다 조회수 기록을 가지고 있다. 물론 현재는 조회수 1위 기록을 해외 아티스트들에게 빼았겼지만 여전히 이 단기간 내에 이런 어마어마한 조회수가 나온 동영상은 유튜브에서도 처음이다. 해당 동영상은 2024년 5월 5일 기준으로 조회수 5,140,044,932회를 기록하고 있다.

### 춤
〈강남스타일〉 속 가장 잘 알려진 안무이자 〈강남스타일〉의 상징적이라고 할 수 있는 것은 일명 '말춤'이라고 불리는 안무인데 동작이 마치 말을 타는 모습을 연상케 한다. 엘범 표지 속 싸이의 모습도 말춤을 추고있다. 세계적으로 선풍을 일으킨 이 말춤을 개발한 안무가는 이주선인데, 이 춤이 세계를 춤추게 한 동작이 된 것에 대해서는 어떻게 된 영문인지 본인 역시 모르겠다는 후문이다. 한편, 웹툰 작가 김유래에 따르면 말춤의 핵심 춤 동작 속에서 '강남'이라는 글자를 발견할 수 있었다며 한글날을 기념하여 재밌는 분석을 내놓기도 했다. 외국의 한 건물에서는 이 노래의 안무인 말춤을 추는 것이 금지되어 있는 속칭 '말춤 금지 구역'이 존재하기도 한다. 또한 말레이시아의 어느 맥도날드 가게에서는 감자튀김 봉지에 '소스를 넣고 말춤을 추면서 흔들어 먹어라'라고 써 넣어 판매하고 있다.
그리고 축구선수 에딘손 카바니가 파르마 FC와의 경기에서 골을 넣은 후 말춤 셀러브레이션을 하기도 했다.

### 오빤 딱 내 스타일
〈강남스타일〉이 많은 인기를 얻자 보답의 의미로 2012년 8월 15일 YG 라이프 블로그와 싸이의 유튜브 공식 채널을 통해 여성의 입장에서 본 현아 버전의 〈오빤 딱 내 스타일〉 뮤직비디오를 공개했다. 현아 역시 〈강남스타일〉의 뮤직 비디오에 출연한 적이 있다. 〈오빤 딱 내 스타일〉의 유튜브 조회수 역시 8억회를 넘었다.

## 차트 성적

음악 차트에서 〈강남스타일〉이 3위 이상을 기록한 나라들.

〈강남스타일〉은 가온 다운로드 차트에서 평소 40~50만 건을 기록하면 1위를 하는 데 비해 816,868 건의 다운로드 수를 기록하며 높은 수치로 1위를 했다. 8월 4주차 다운로드 차트에서는 261,797만 건으로 2012년 최고 판매량을 기록하며 1위를 했고 다운로드 200만 건을 넘겼다. 가온 디지털 종합 차트에서도 2012년 7월 넷째주에 1위를 한 이후로 5주 연속 1위를 지키며 2012년 가장 오래 1위에 머물렀다. 코리아 K-Pop 핫 100에서는 7월 25일자 차트에 6위로 진입한 이후로 5주 연속 1위를 했다.
미국 빌보드 핫 100에서는 2009년 76위로 최초로 차트에 진입한 원더걸스의 〈Nobody〉에 이어 한국으로는 역사상 두 번째로 64위로 차트에 진입했다. 진입 2주차에는 53위나 상승해 11위를 하며 진입 3주차부터는 9단계 상승한 2위를 기록하고 7주 연속 2위를 지킴으로서 K-Pop 역사상 가장 높은 빌보드 순위를 기록했다. 대한민국 솔로 가수로는 최고의 성적이다. 이 외에 30만건 이상의 디지털 다운로드 수로 빌보드 디지털 송 차트 1위, 빌보드 팝 송에서는 10위를 기록했다. 〈강남스타일〉은 2013년 1월 30일에 미국에서 4x 플래티넘(400만장)을 달성하였다.

## 공연 활동

### 대한민국
싸이는 2012년 7월 15일 SBS 《인기가요》에서 〈강남스타일〉을 선보이며 컴백했다. 2012년 8월 15일에는 서울 잠실종합운동장 보조경기장에서 열린 "싸이의 썸머스탠드 훨씬 THE 흠뻑쇼"를 통해서 〈강남스타일〉을 세트리스트 중 하나로 선정했고, 8월 25일 MBC 《음악중심》을 통해 콘서트 실황이 방송됐다.
한편 싸이는 미국 빌보드 차트 1위를 달성했을 때 '사람들이 많이 모일 수 있는 장소에서 상의를 탈의한 채 말춤을 추겠다'라고 약속 한 바가 있었으나 빌보드 차트 순위 발표를 며칠 남겨두고 이를 '순위에 상관없이 성원에 대한 보답의 뜻으로 많은 사람들이 관람할 수 있는 장소에서 무료 공연을 실시하겠다'라고 약속을 수정하였다. 이에 따라 2012년 10월 4일 밤 10시에 서울 광장에서 약 1시간 30분 동안의 무료 공연을 전격 시행하였다. 이 공연을 시작하기 몇 시간 전에 발표된 빌보드 차트 순위에서는 1위를 달성하지 못했으며 2주째 2위에 머물렀다. 당시 빌보드 1위 곡은 마룬 5의 〈One More Night〉이었다.
2012년 10월 4일 서울 광장에서 펼쳐진 무료 공연은 유튜브를 통해 실시간 스트리밍으로 중계되었다. 이날 동시 접속 수는 10만 명에 육박하였으며 이로 인해 스트리밍이 원활하지 못했다. 이날 유튜브를 통해 스트리밍된 전체 영상은 다시 볼 수 있도록 싸이의 공식 ID인 "officialpsy"의 이름으로 올려져 있었으나 무대 위에서 소주를 병째로 마시는 장면이 여과없이 노출됨에 따라 현재는 노래 단위로 몇몇 장면만 올려져 있다. 공연은 싸이의 5집 앨범 수록곡 중 하나인 〈Right Now〉를 시작으로 공연의 막을 열었다. 이 곡은 저속어가 등장하고 음주를 부추길 우려가 있다는 이유로 여성가족부가 청소년 유해곡으로 지정하였던 곡이었으나 여론의 힘에 밀려 나중에 해제되었었다. 대한민국 SBS에서는 2012년 10월 7일 밤 23시에 1 시간 분량으로 이 공연을 'SBS 싸이 특집 쇼 - 갈 데까지 가 보자!'라는 특집 방송을 편성하여 방송하였다. 이 방송에서는 싸이가 공연 중 소주를 마시는 장면이 편집 처리되었다.

### 미국

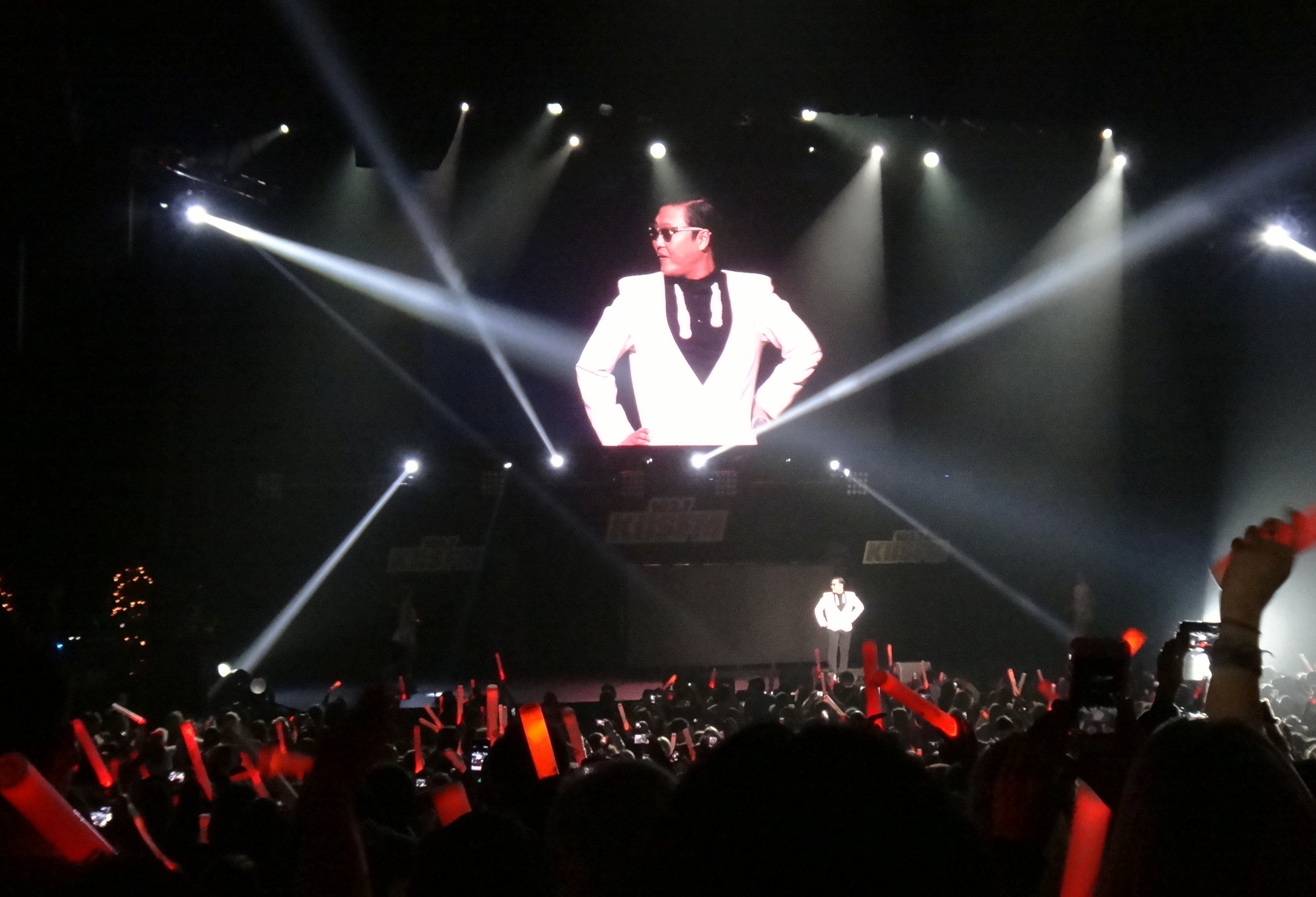
KIIS FM Jingle Ball 2012에서 〈강남스타일〉을 공연중인 싸이.

싸이는 이 노래를 통해 미국으로도 진출했는데, 2012년 8월 23일 VH1의 《빅 모닝 버즈 라이브》에 출연해 인터뷰와 말춤을 선보였다. 이후 대한민국 활동을 정리하는대로 2012년 9월 중으로 다시 미국에 방문한다고 밝혔다.
2012년 9월 6일에는 로스앤젤레스 스테이플 센터에서 열린 2012 MTV 비디오 뮤직 어워드에 케빈 하트와 시상자로 나섰다. 싸이는 시상식에서 말춤을 선보였고, "일단 기분 너무 좋고 너무 행복합니다. 이 무대에서 한 번쯤은 한국말을 해보고 싶었습니다. 죽이지?"라며 한국어로 말하기도 했다.
2012년 9월 11일에는 《엘렌 드제네러스 쇼》에 게스트로 출연해 브리트니 스피어스와 사이먼 코웰에게 말춤을 알려 줬고, 당시 3%의 시청률이 나오면서 2003년 이래 최고 시청률을 경신했다. 2012년 9월 14일에는 NBC의 《투데이 쇼》에 출연해 "강남 스타일"을 선보였다.
2012년 12월 31일 뉴욕 타임스 스퀘어에서 진행하는 ABC Dick Clark's New Year's Rockin' Eve에서 MC 해머와 함께 합동 공연을 펼쳤다. 또한 이 공연 중간에 노홍철, 유재석, 하하가 출연하기도 했다.

## 영향
〈강남스타일〉은 대한민국 내에서 뿐만 아니라 전 세계적으로 선풍적 인기를 끈 곡으로, 이러한 문화 현상은 대한민국 내 많은 대형 언론사(조선일보, 동아일보, KBS 등)에 의해 "각 언론사 선정 2012년 국내 10대 뉴스"에 박근혜 대통령 당선 등 큰 사건과 나란히 올랐다.

### 문화적 영향
한때 〈강남스타일〉 뮤직비디오 조회 수가 10억을 넘어가는때 지구 종말이 온다는 루머가 돌았다. 노스트라다무스가 "고요한 아침(calm morning)에 춤추는 말의 원의 개수가 9개가 될 때 종말이 찾아올지니라"라고 예언한 내용이 퍼졌는데, 이 예언은 조회수의 자리수가 10억(1,000,000,000)을 바라보고 있다는 상황에 맞물려 "2012년 12월 21일 조회수가 10억이 된다"는 등 누리꾼들에게 회자되었다.

### 패러디

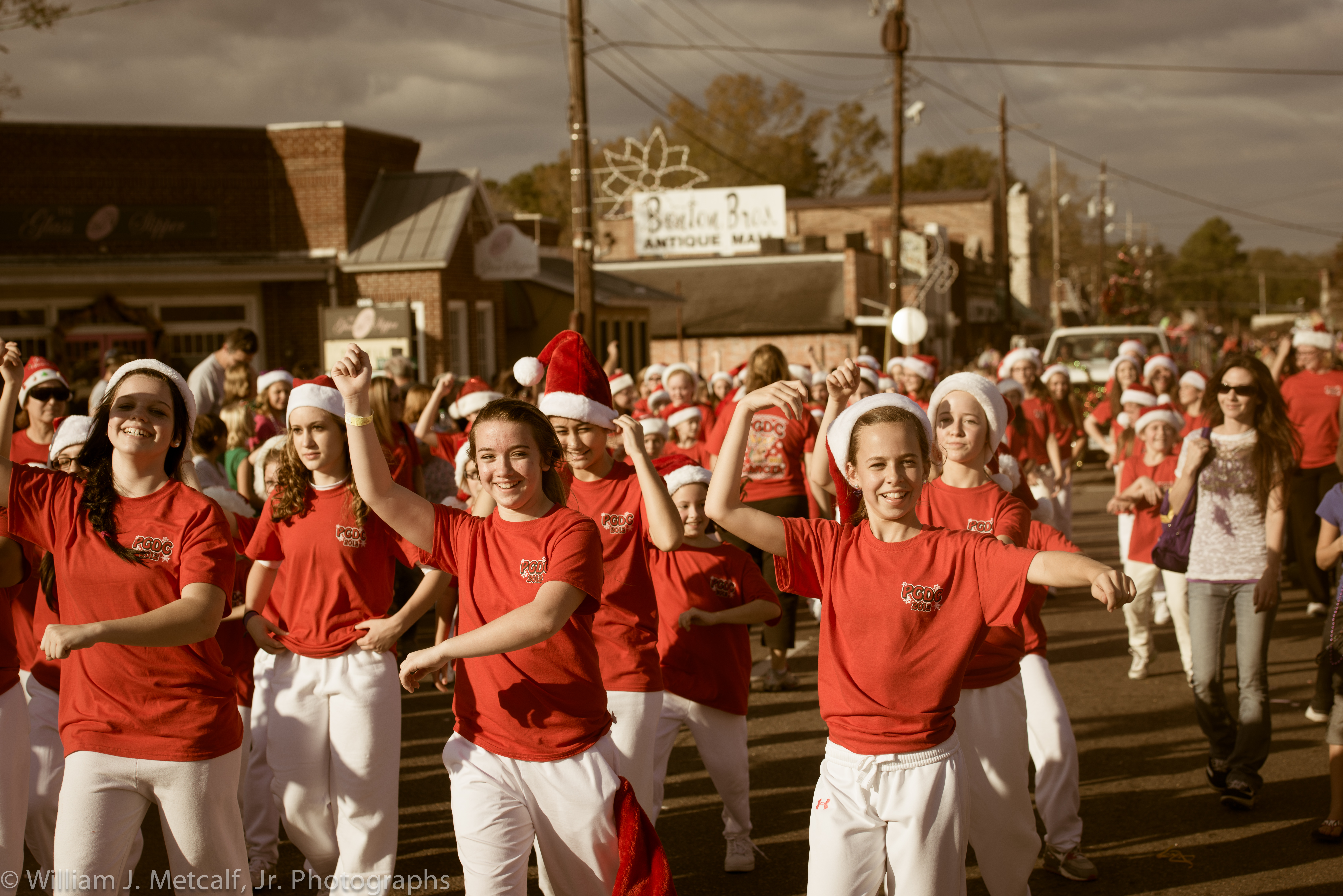
미국 루이지애나주 덴햄 스프링스에서 크리스마스 퍼레이드로 〈강남스타일〉의 말춤을 추고 있는 사람들.

〈강남스타일〉의 뮤직비디오와 음악은 큰 인기를 얻으면서 많은 패러디와 커버가 이루어졌다. 이러한 패러디 동영상 중에는 세계적으로 인기를 얻은 것도 나왔다. 필리핀 교도소의 CPDRC 댄스 경연대회, 코디 심슨, 라티노, 파인 브라더스, 베얼리 폴리티칼, 이튼칼리지의 학생들, 템파베이 버커니어스의 치어리더들 패러디 동영상은 세계적인 화제를 모았다.
미국의 우주 기관 NASA는 학생들에게 우주 과학의 중요성을 알리기 위한 목적으로 미국 텍사스주 휴스턴의 존슨 우주 센터에서 NASA 존슨 스타일이라는 패러디 동영상을 제작했다. 동영상에는 우주비행사 트레이시 캘드웰 다이슨, 마이크 마시미노, 미카엘 코트, 엘렌 오초아가 카메오로 출연하고, 국제 우주기관 익스페디션 15팀의 비행 엔지니어 클레이튼 앤더슨이 〈강남스타일〉의 춤을 춘다. 동영상이 공개된지 얼마 안되고, 유럽 우주국과 SETI 연구소에 의해 다시 만들어졌다. 또한, 미국 대통령 선거를 겨냥한 <오바마스타일>, <롬니스타일>이라는 명칭의 패러디 비디오가 유튜브에 등장하기도 하였다.
한국에서는 가사에 경상도 방언을 섞은 "대구스타일," 무한도전의 여러 장면들을 모아 만든 "오빤 무도스타일," 일본의 한 네티즌이 찍은 "건담스타일" 등이 만들어졌고, 싸이 본인이 현아와 함께 리메이크한 "오빤 딱 내 스타일"도 인터넷상에서 크게 호응을 얻었다. 유튜브에서 "강남 스타일"과 관련된 패러디 영상물은 2012년 10월 16일 기준 61만여 건으로 최단 기간 내 패러디 수를 기록한 원작 영상물이다.

## 트랙리스트
| #  | 제목                           | 작사 | 작곡         | 재생 시간 |
| -- | ------------------------------ | ---- | ------------ | --------- |
| 1. | 〈강남스타일〉 (Gangnam Style) | 싸이 | 싸이, 유건형 | 3:39      |

| #  | 제목                      | 작사 | 작곡         | 재생 시간 |
| -- | ------------------------- | ---- | ------------ | --------- |
| 1. | 〈Gangnam Style〉         | 싸이 | 싸이, 유건형 | 3:39      |
| 2. | 〈Gangnam Style〉 (Video) |      |              | 4:17      |

## 차트
| 차트 (2012)                             | 최고 순위 |
| --------------------------------------- | --------- |
| 그리스 (그리스 디지털 다운로드)         | 1         |
| 노르웨이 (VG-lista)                     | 1         |
| 네덜란드 (더치 탑 40)                   | 1         |
| 뉴질랜드 (RIANZ)                        | 1         |
| 대한민국 (가온 디지털 종합 차트)        | 1         |
| 대한민국 (가온 다운로드 차트)           | 1         |
| 대한민국 (빌보드 코리아 K-Pop 핫 100)   | 1         |
| 덴마크 (트랙리스트 탑 40)               | 1         |
| 루마니아 (루마니아 탑 100)              | 42        |
| 러시아 (2M)                             | 1         |
| 레바논 (레바논 탑 20)                   | 1         |
| 룩셈부르크 (빌보드)                     | 1         |
| 미국 (빌보드 디지털 송)                 | 1         |
| 미국 (빌보드 핫 100)                    | 2         |
| 미국 (핫 댄스/일렉트로닉 디지털 송)     | 3         |
| 미국 (빌보드 팝 송)                     | 10        |
| 멕시코 (Monitor Latino)                 | 1         |
| 불가리아 (국제음반산업협회)             | 1         |
| 베네수엘라 탑 100 (레코드 리포트)       | 47        |
| 벨기에 (울트라탑 50 플랜더스)           | 1         |
| 벨기에 (울트라탑 40 왈로니아)           | 1         |
| 스위스 (Schweizer Hitparade)            | 1         |
| 스웨덴 (DigiListan)                     | 2         |
| 스코틀랜드 (더 오피셜 차트 컴퍼니)      | 1         |
| 스페인 (PROMUSICAE)                     | 1         |
| 아일랜드 (IRMA)                         | 2         |
| 아이슬란드 (Tónlist)                    | 3         |
| 이스라엘 (미디어 포레스트)              | 1         |
| 이탈리아 (FIMI 탑 디지털 다운로드)      | 1         |
| 일본 (빌보드 재팬 핫 100)               | 20        |
| 오스트레일리아 (ARIA)                   | 1         |
| 오스트리아 (Ö3 오스트리아 탑 75)        | 1         |
| 온두라스 (온두라스 탑 50)               | 1         |
| 영국 싱글 차트 (더 오피셜 차트 컴퍼니)  | 1         |
| 유럽 (유럽 디지털 송)                   | 1         |
| 체코 (국제음반산업협회)                 | 1         |
| 콜롬비아 (네셔널 리포트)                | 3         |
| 캐나다 (캐나디안 핫 100)                | 1         |
| 프랑스 (SENP)                           | 1         |
| 핀란드 (더 오피셜 핀란드 다운로드 차트) | 1         |
| 포르투갈 디지털 송 (빌보드)             | 1         |
| 폴란드 (탑 5 비디오 에어플레이)         | 1         |

| 오스트레일리아 (ARIA)                                                            | 10× 플래티넘 | 700,000^  |
| 오스트리아 (IFPI 오스트리아)                                                     | 2× 플래티넘  | 60,000x   |
| 벨기에 (BEA)                                                                     | 2× 플래티넘  | 60,000*   |
| 캐나다 (뮤직 캐나다)                                                             | 4× 플래티넘  | 320,000^  |
| 덴마크 (IFPI 덴마크)                                                             | 2× 플래티넘  | 60,000^   |
| 프랑스 (SNEP)                                                                    | —            | 343,000   |
| 독일 (BVMI)                                                                      | 골드         | 150,000^  |
| 이탈리아 (FIMI)                                                                  | 2× 플래티넘  | 60,000*   |
| 뉴질랜드 (RIANZ)                                                                 | 4× 플래티넘  | 60,000*   |
| 스위스 (IFPI 스위스)                                                             | 3× 플래티넘  | 90,000x   |
| 스페인 (PROMUSICAE)                                                              | 플래티넘     | 40,000^   |
| 스웨덴 (GLF)                                                                     | 4× 플래티넘  | 160,000x  |
| 영국 (BBIF)                                                                      | 2× 플래티넘  | 1,200,000 |
| 미국 (RIAA)                                                                      | 5× 플래티넘  | 5,000,000 |
| *판매량을 기반으로 한 인증 ^출하량을 기반으로 한 인증 x정확히 명시되지 않은 인증 |              |           |

| 차트 (2012)                                  | 최고 순위 |
| -------------------------------------------- | --------- |
| 대한민국 (빌보드 K-Pop 핫 100)               | 1         |
| 오스트레일리아 (ARIA 싱글 차트)              | 2         |
| 오스트리아 (Ö3 오스트리아 탑 40)             | 13        |
| 벨기에 (울트라탑 50 플랜더스)                | 7         |
| 벨기에 (울트라탑 40 왈로니아)                | 10        |
| 캐나다 (캐나디안 핫 100)                     | 37        |
| 덴마크 (히트리슨)                            | 3         |
| 프랑스 (SNEP)                                | 4         |
| 독일 (미디어 컨트롤 AG)                      | 8         |
| 이스라엘 (미디어 포레스트 라디오 에어플레이) | 31        |
| 이탈리아 (FIMI)                              | 13        |
| 네덜란드 (메가 싱글 탑 100)                  | 5         |
| 뉴질랜드 (NZ 탑 40 차트)                     | 2         |
| 러시아 (2M 탑 25 디지털 트랙)                | 6         |
| 스페인 (프로뮤지캐)                          | 13        |
| 스위스 (스위스 히트퍼레이드)                 | 10        |
| 영국 (오피셜 차트 컴퍼니)                    | 6         |
| 미국 (빌보드 핫 100)                         | 47        |
| 2012 글로벌 디지털 세일즈 (IFPI)             | 3         |

## 발매일
| 국가      | 날짜            | 레이블                  | 포맷            | 참조    |
| --------- | --------------- | ----------------------- | --------------- | ------- |
| 대한민국  | 2012년 7월 15일 | YG 엔터테인먼트         | 디지털 다운로드 | [ 108 ] |
| 유럽 연합 | 2012년 9월 4일  | 스쿨보이, 유니버설 뮤직 | 디지털 다운로드 | [ 109 ] |
| 미국      | 2012년 9월 6일  | 스쿨보이, 유니버설 뮤직 | 디지털 다운로드 | [ 110 ] |

## 같이 보기
- 싸이
- GENTLEMAN